# Стадион Труман Боден
Стадион Труман Боден (енгл. Truman Bodden Sports Complex) је вишенаменски комплекс у Џорџтауну, Кајманска Острва. Име је добио по Труману Бодену, бившем политичару са Кајманских Острва. Комплекс је подељен на отворени базен са 6 стаза и дужине 25 метара, терен за спортску трку и терен за кошарку/нетбол. Терен окружен стазом се користи за фудбалске утакмице као и за друге теренске спортове.
Стадион за атлетику и фудбал прима 3.000 људи. Године 2008. започета је изградња базена са 10 трака од 50 метара и објекта који би примио 2.000 људи. Мултимедијални центар је уграђен у објекат базена, као и канцеларије, конференцијске сале и пуна теретана.
Фудбалска репрезентација Кајманских Острва своје међународне утакмице игра на атлетском стадиону у комплексу. Труман Боден се користи за летње фудбалске кампове за међународне тимове који траже локалне играче.
Спортски комплекс Труман Бодден био је домаћин инаугурационог „Позивног састанка Кајмана” 9. маја 2012. године.